# Соболєв Андрій Миколайович
Андрій Миколайович Соболєв (нар. 31 жовтня 1914, Вяткіна Гора — пом. ?) — український радянський художник скла і кераміки, педагог.

## Біографія
Народився 31 жовтня 1914 року в селі Вяткіній Горі (нині Нижньогородська область, Росія). 1950 року закінчив Московський інститут прикладного та декоративного мистецтва.
Упродовж 1950—1954 років викладав у Львівському інституті декоративного та прикладного мистрецтва; у 1954—1963 роках — у Львівському училищі прикладного мистецтва імені Івана Труша; з 1963 року — знову в Львівському інституті декоративного та прикладного мистрецтва. Серед учнів: Богуславський Олег Володимирович, Зарицький Іван Васильович, Зельдич Ася Давидівна, Масляк Зіновія Зіновіївна.

## Творчість
В кераміці працював над малою пластикою і декоративними посудом, створив настільні тарілки «Львів», «Музиканти» (1964). У склі працював з 1965 року — виготовляв декоративний посуд і скульптуру. Серед робіт: набір посуду «Львівський» (1969), композиції «Коні» (1970), декоративний ансамбль «Лісове озеро» (1971).
Роботи зберігаються у Національному музеї українського народного декоративного мистецтва в Києві, Музеї етнографії та художнього промислу у Львові.